# كأس إسكتلندا 1903–04
كأس اسكتلندا 1903–04 (بالإنجليزية: 1903–04 Scottish Cup)‏ هو موسم من كأس اسكتلندا. فاز فيه نادي سلتيك.